# 関ヒロユキ
関 ヒロユキ（せき ヒロユキ、1976年1月24日 - ）は、日本の俳優、映画監督。千葉県出身。フォセット・コンシェルジュ所属。

## 人物
旧芸名は関 寛之。
身長172センチメートル。
趣味は立ち読み、漫画収集、合気道、コンテンポラリー・ダンス。特技はサッカーボールを足のインサイドだけでリフティングすること。
2021年、映画『もしくは、』で福井駅前短編映画祭の福井駅前賞を受賞（「関寛之」名義）。

## 出演作品

### テレビドラマ

#### NHK
- 大河ドラマ
  - 八重の桜（2013年）
  - おんな城主 直虎（2017年） - ソウ 役
  - 鎌倉殿の13人（2022年）
- 特選!時代劇
  - 木曜時代劇 / かぶき者 慶次（2015年）
  - 土曜時代ドラマ / そろばん侍 風の市兵衛（2018年）
- 土曜ドラマ / 64（ロクヨン）（2015年） - 吉川 役
- 太陽の子（2020年）

#### 日本テレビ
- 木曜ドラマ / 婚活刑事（2015年） - 梅津哲司 役
- 水曜ドラマ / anone（2018年）
- シンドラ / バベル九朔（2020年） - チンピラ兄貴 役

#### TBS
- ドラマNEO / イロドリヒムラ（2012年） - 日本兵 （霊） 役
- 日曜劇場 （2016年）
  - 家族ノカタチ
  - 仰げば尊し
- ドラマイズム / ディアスポリス 異邦警察（2016年） - 宇野難民 役
- 警視庁ゼロ係〜生活安全課なんでも相談室〜（2017年） - 神原保 役
- 新しい王様（2019年）
- 金曜ドラマ / MIU404（2020年） - 間下 役

#### フジテレビ
- 木曜劇場
  - 白線流し（1996年）
  - Chef〜三ツ星の給食〜（2016年） - 鴨肉屋 役
- 土曜プレミアム / ストロベリーナイト アフター・ザ・インビジブルレイン（2013年）
- ビブリア古書堂の事件手帖（2013年）
- 松本清張スペシャル 時間の習俗（2014年）
- オトナの土ドラ / 犯罪症候群（2017年） - 拾得者 役
- 明日の約束（2017年）
- 絶対零度〜未然犯罪潜入捜査〜（2020年）

#### テレビ朝日
- 火曜スーパーワイド / なんでも屋探偵帳2（1996年）
- 相棒
  - （2014年） - 大麻の売人 役
  - （2019年） - 島袋雄介 役
  - （2022年） - 芦田保 役
- 木曜ドラマ
  - ゼロの真実〜監察医・松本真央〜（2014年）
  - ドクターX〜外科医・大門未知子〜（2016年） - 村民 役
  - BG〜身辺警護人〜（2020年）
- 金曜ナイトドラマ / 女囚セブン（2017年）
- 帯ドラマ劇場 / やすらぎの刻〜道（2019年）
- 仮面ライダーギーツ（2023年） - 沼袋一男 役[3]

#### テレビ東京
- 保育探偵25時 〜花咲慎一郎は眠れない!!〜（2015年）
- ソコアゲ★ナイト / LOVE理論（2015年）
- 水曜ミステリー9 / 嫌われ監察官 音無一六4（2017年） - 警備員 役
- 真夜中ドラマJ / 逃亡花（2018年）
- ドラマパラビ / さすらい温泉♨遠藤憲一（2019年） - 西島達夫 役

#### NHK BSプレミアム
- 洞窟おじさん（2015年）
- プレミアムドラマ
  - クロスロード（2016年） - 福田茂 役
  - 拾われた男 LOST MAN FOUND（2022年）
- BS時代劇 / 大富豪同心（2021年） - 番太郎 役

#### BSスカパー!
- バウンサー（2017年）

#### WOWOW
- 連続ドラマW
  - 60 誤判対策室（2018年）
  - 引き抜き屋 〜ヘッドハンターの流儀〜（2019年）
- 今どきの若いモンは（2022年）

### 映画
- クロイツェル（2000年）
- 新しい予感（2004年）
- 青空のゆくえ（2005年、ムービーアイ・エンタテインメント）
- 夜のピクニック（2006年、ムービーアイ、松竹）
- A DAY IN THE LIFE（2006年）
- waiting for（2008年）
- アスファルト置き場（2008年）
- ぴゅーりたん（2009年） - 主演
- Cut（2011年、ビターズ・エンド）
- あの女はやめとけ（2012年）
- オチキ（2012年、ENBUゼミナール） - 主演：成瀬 役
- シネマ☆インパクト Vol.3／止まない晴れ（2013年）
- 仮面ライダー×仮面ライダー 鎧武&ウィザード 天下分け目の戦国MOVIE大合戦（2013年、東映）
- 永遠の0（2013年、東宝）
- 私の男（2014年、日活）
- ジョーカー・ゲーム（2015年、東宝）
- HK 変態仮面 アブノーマル・クライシス（2016年、東映）
- 海賊とよばれた男（2016年、東宝）
- 高崎グラフィティ。（2018年、エレファントハウス）
- 五億円のじんせい（2019年、アミューズ・GYAO!）
- アルキメデスの大戦（2019年、東宝）
- 無頼（2020年、チッチオフィルム）
- 太陽の子（2021年、イオンエンターテイメント）
- 野球部に花束を（2022年、日活）
- Dr.コトー診療所（2022年、東宝） - 巻関太 役
- 僕を呼ぶ声（2023年）

### 配信ドラマ
- 代償（2016年、Hulu）
- チェイス 第1章（2017年、Amazonビデオ）
- 全裸監督（2019年、Netflix）
- スマホラー「疑う」（2021年、smash.）

### 舞台
- 劇団プリセタ（2002年 - 2010年）
  - 「コミック」
  - 「モノガタリテアムール」
  - 「ランナウェイ」
  - 「モナコ」
  - 「ロス」
  - 「ヴィレン」
  - 「サイクロン」ほか
- 傘とサンダル（2004年）
- ラブストリームノートブック（2005年）
- 3年2組（2005年）
- アメリカに行く（2008年）
- コーヒー（2009年）
- 2010億光年（2010年）
- 点と線（2010年）
- ギグル（2011年）
- 毒と微笑み（2011年）
- 沼辺者（2011年）
- カーキとオリーブ（2012年）
- アルテノのパン（2013年）

### CM
- キリン
  - キリンラガービール 「居酒屋」篇
  - キリン一番搾り生ビール 「麦のおいしいところだけ」篇
- ファミリーマート 「いっしょに、笑顔。60秒」編
- 静岡新聞SBS 企業CM
  - 「ダンス」篇
  - 「ドS。予行演習?」篇
- プラスワン 「ラーメン屋」篇 - 店長
- EPSON iPrint「スマホでビジネス」篇
- 日本生命保険 みらい創造物語 「みらいの自分」篇
- 三井住友銀行 カードローン 「商店街」篇
- 江崎グリコ ポッキーチョコレート デビルニノ「わかちあう旅」篇
- 大塚食品 ビタミン炭酸MATCH - 審判
  - 「曲がり角」篇
  - 「浜辺の告白」篇
  - 「曲がり角・図書館」篇
  - 「海辺」篇
  - 「席替え」篇
- リクルートホールディングス タウンワーク 「魚河岸」篇
- アイフル 「忍者」篇 - 忍者
- 幸楽苑 恋する幸楽苑 - 店員
  - 「ゆず塩野菜らーめん」篇
  - 「幼馴染」編
  - 「先輩」編
  - 「すすれない」編
- アサヒスーパードライ 「スーパードライ2018登場 柴咲さん」篇 - 和食屋主人
- エステー ムシューダ - 泥棒さん
  - 「歌うな」篇
  - 「歌うな・防虫カバー」篇
  - 「そこにいる」篇

### WEB
- アイフル - 忍者
  - 「最短30分審査」篇
  - 「女性向けサービス」篇
  - 「即日融資」篇
  - 「いろんな職業」篇
- AIG損害保険 ALL BLACKSが日本の道路で超絶アクション!?「How NOT to Drive in Japan」
- 信長の野望 出陣 PV（2023年）

## 監督作品
- もしくは、（2021年）